# Гаудріан
Гаудріан (нід. Goudriaan) — село в нідерландській провінції Південна Голландія. Входить до муніципалітету Моленланден.
Його площа становить 8,08 км², а населення станом на 2008 рік складало 847 осіб.
До 1986 року мало статус окремого муніципалітету.